# Западный шерстистый лемур
Западный шерстистый лемур, или западный мохнатый авахи (лат. Avahi occidentalis) — примат из семейства индриевых. Эндемик Мадагаскара, где живёт в сухих листопадных лесах. Ночные животные, весящие 0,7 — 0,9 кг. Питается листьями. Образует небольшие группы, состоящие из моногамной пары со своим потомством.

## Поведение
Западный шерстистый лемур питается в основном листьями и почками около 20 различных растений, предпочитая молодые растения, содержащие много сахаров и протеинов. Кормление обычно проходит в два часа перед заходом солнца. В основном из-за специфики своего рациона, западные шерстистые лемуры проводят большое количество времени отдыхая для того, чтобы сохранить больше энергии.

## Статус популяции
Поскольку шерстистые лемуры очень избирательны в своём рационе питания, их достаточно тяжело содержать в неволе. Поэтому единственным способом сохранения шерстистых лемуров является сохранение их естественного ареала. Исходя из этих соображений, Международный союз охраны природы присвоил этому виду охранный статус «Уязвимый» (англ. Vulnerable).